# Martha Munizzi

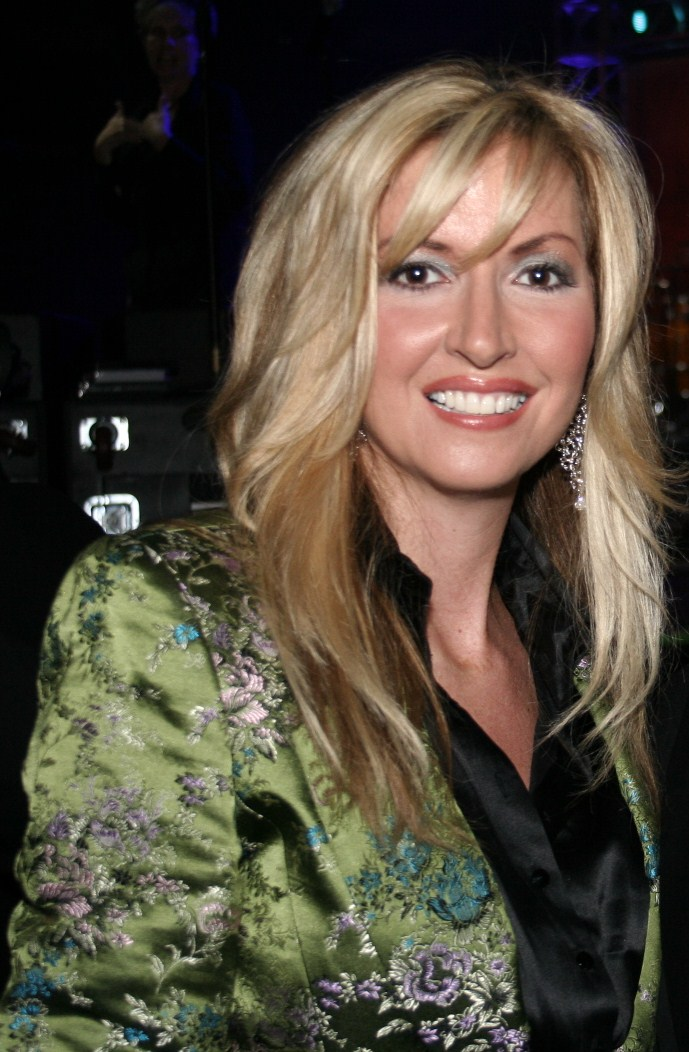
Martha Munizzi

Martha Munizzi, geboren als Martha Denise Stallings (* 26. Februar 1968 in Lakeland), ist eine US-amerikanische Gospelsängerin, Songwriterin, Autorin und Schauspielerin.

## Biographie
Martha Munizzi wurde in eine christliche musikalische Familie hineingeboren. Martha und ihre Zwillingsschwester Mary Alessi wuchsen als Töchter von Predigern in Lakeland (Florida) auf und reisten mit ihrer Familie, mit der sie geistliche Musik aufführten, durch die Vereinigten Staaten und Kanada. Ihre ersten Auftritte hatte sie als 8-Jährige.
Martha, Mary und ihre ältere Schwester Marvelyne erbten das musikalische Talent ihrer Eltern. Als Mary und Martha 12 Jahre alt waren, ließ sich die Familie in Orlando (Florida) nieder, damit die Kinder eine normale Grundschule besuchen konnten.
Auf Drängen eines Freundes waren Mary und Martha mit 16 Jahren und Marveline 18-jährig an der Gründung einer praise and worship band beteiligt. Hieraus entwickelte sich die Gruppe Testament, die in Florida in Kirchen und bei Konferenzen auftrat.
Ein Jahr nach Beendigung der high school heiratete Martha 1986 Dan Munizzi, den Keyboard- und Bassspieler der Band Testament. 1993 wurden beide musikalische Leiter und Gründungsmitglieder einer neuen Gemeinde in Orlando zu Beginn mit 250 Mitgliedern und einem Chor von etwa 30 Leuten. Innerhalb von 8 Jahren wuchs die Gemeinschaft auf 5000 Mitglieder und ein 200 Mitglieder umfassendes Music Team an. Dort blieben sie bis 2001.
Anschließend war sie für die Lakewood Church tätig, als Cindy Cruse-Ratcliff sich in Mutterschaftsurlaub befand.
Munizzi wohnt zusammen mit ihrem Ehemann und Manager Dan Munizzi und ihren drei Kindern in Florida.

## Musikalische Karriere
Gemeinsam mit Ron Kenoly, CeCe Winans, und Israel Houghton, ist Munizzi führend auf dem Gebiet der cross-cultural worship music, die nicht nur weiße und schwarze Gospel Musik verbindet, sondern auch Elemente der hispanoamerikanischen Kultur einbringt.
Munizzi veröffentlicht ihre Lieder im Eigenverlag unter dem Namen „Say The Name Publishing/Martha Munizzi Music“. Ihr erstes Praise & Worship/Gospel Album Say the Name wurde 2002 veröffentlicht, es folgte The Best Is Yet to Come (2003) und When He Came (2004). The Best Is Yet to Come erreichte Platz #2 der Billboard Music Top Gospel Album charts im Jahr 2004 und blieb über ein Jahr in den charts.
2004 waren zwei Musik Alben Munizzis gleichzeitig in den top five der Billboard Gospel charts (The Best Is Yet to Come auf Platz #2 und When He Came auf Platz #5). Billboard nominierte sie als eine der top five Gospel Artists des Jahres 2004. Außerdem wurde ihr Projekt The Best Is Yet to Come als eines der top ten selling Gospel projects des Jahres 2004 benannt.
Im Jahr 2005 unterzeichnete sie ein Vertriebsabkommen mit Integrity Media, Inc. Auf Basis dieser Vereinbarung wurden ihre vorher veröffentlichten Alben, sowie alle zukünftigen Veröffentlichungen in Christian retail outlets vermarktet, wie auch bei Epic Records (einer Sony-BMG Distribution).
Das Album No Limits Live debütierte 2006 in den Billboard Top Gospel Charts auf Platz #1 und blieb für sechs Wochen an der Spitze der charts. Munizzi tritt zusammen mit den christlichen Geistlichen wie Joel Osteen, Creflo Dollar, Joyce Meyer, Benny Hinn, CeCe Winans und dem Fernsehprediger T.D. Jakes auf.

## Filmographie
- 2005: The Gospel, Ihr Lied Glorious ist ein Hauptbestandteil des Film-Soundtracks

### Musik und Konzertvideos
| Jahr | Titel                                         | Format | Bemerkungen               |
| ---- | --------------------------------------------- | ------ | ------------------------- |
| 2003 | The Best Is Yet To Come                       | DVD    | Live-Konzert-Aufnahme     |
| 2004 | Israel and New Breed: Live from Another Level | DVD    | Gaststar                  |
| 2005 | The Gospel Live (The BET Concert)             | DVD    | Live-Performance Glorious |
| 2006 | No Limits Live                                | DVD    | Live-Konzert-Aufnahme     |

### Andere Projekte
| Jahr | Titel                    | Rolle      | Bemerkungen                                                           |
| ---- | ------------------------ | ---------- | --------------------------------------------------------------------- |
| 2006 | Sweating in the Spirit 2 | Sie selbst | Darbietung ihres Liedes Glorious live in der walking exercise routine |

## Diskografie

### Studioalben
| Jahr | Titel                   | Höchstplatzierung, Gesamtwochen, AuszeichnungChartplatzierungen (Jahr, Titel, Platzierungen, Wochen, Auszeichnungen, Anmerkungen) | Höchstplatzierung, Gesamtwochen, AuszeichnungChartplatzierungen (Jahr, Titel, Platzierungen, Wochen, Auszeichnungen, Anmerkungen) | Anmerkungen                          |
| Jahr | Titel                   | US | Christ | Anmerkungen                          |
| ---- | ----------------------- | --- | --- | ------------------------------------ |
| 2002 | Say the Name            | — | — | Erstveröffentlichung: 16. Juli 2002  |
| 2003 | The Best Is Yet to Come | US179 (2 Wo.)US | Christ6 (52 Wo.)Christ | Erstveröffentlichung: 8. Juli 2003   |
| 2011 | Make It Loud            | US141 (1 Wo.)US | — | Erstveröffentlichung: 26. April 2011 |

### Livealben
| Jahr | Titel            | Höchstplatzierung, Gesamtwochen, AuszeichnungChartplatzierungen (Jahr, Titel, Platzierungen, Wochen, Auszeichnungen, Anmerkungen) | Höchstplatzierung, Gesamtwochen, AuszeichnungChartplatzierungen (Jahr, Titel, Platzierungen, Wochen, Auszeichnungen, Anmerkungen) | Anmerkungen                         |
| Jahr | Titel            | US | Christ | Anmerkungen                         |
| ---- | ---------------- | --- | --- | ----------------------------------- |
| 2006 | No Limits: Live  | US60 (7 Wo.)US | Christ2 (27 Wo.)Christ | Erstveröffentlichung: 14. März 2006 |
| 2006 | Change the World | US135 (4 Wo.)US | Christ6 (25 Wo.)Christ | Erstveröffentlichung: 1. April 2008 |

### Weihnachtsalben
| Jahr | Titel        | Höchstplatzierung, Gesamtwochen, AuszeichnungChartsChartplatzierungen (Jahr, Titel, Platzierungen, Wochen, Auszeichnungen, Anmerkungen) | Anmerkungen                            |
| Jahr | Titel        | Christ | Anmerkungen                            |
| ---- | ------------ | --- | -------------------------------------- |
| 2003 | When He Came | Christ22 (3 Wo.)Christ | Erstveröffentlichung: 19. Oktober 2004 |